# Aféra Olovo

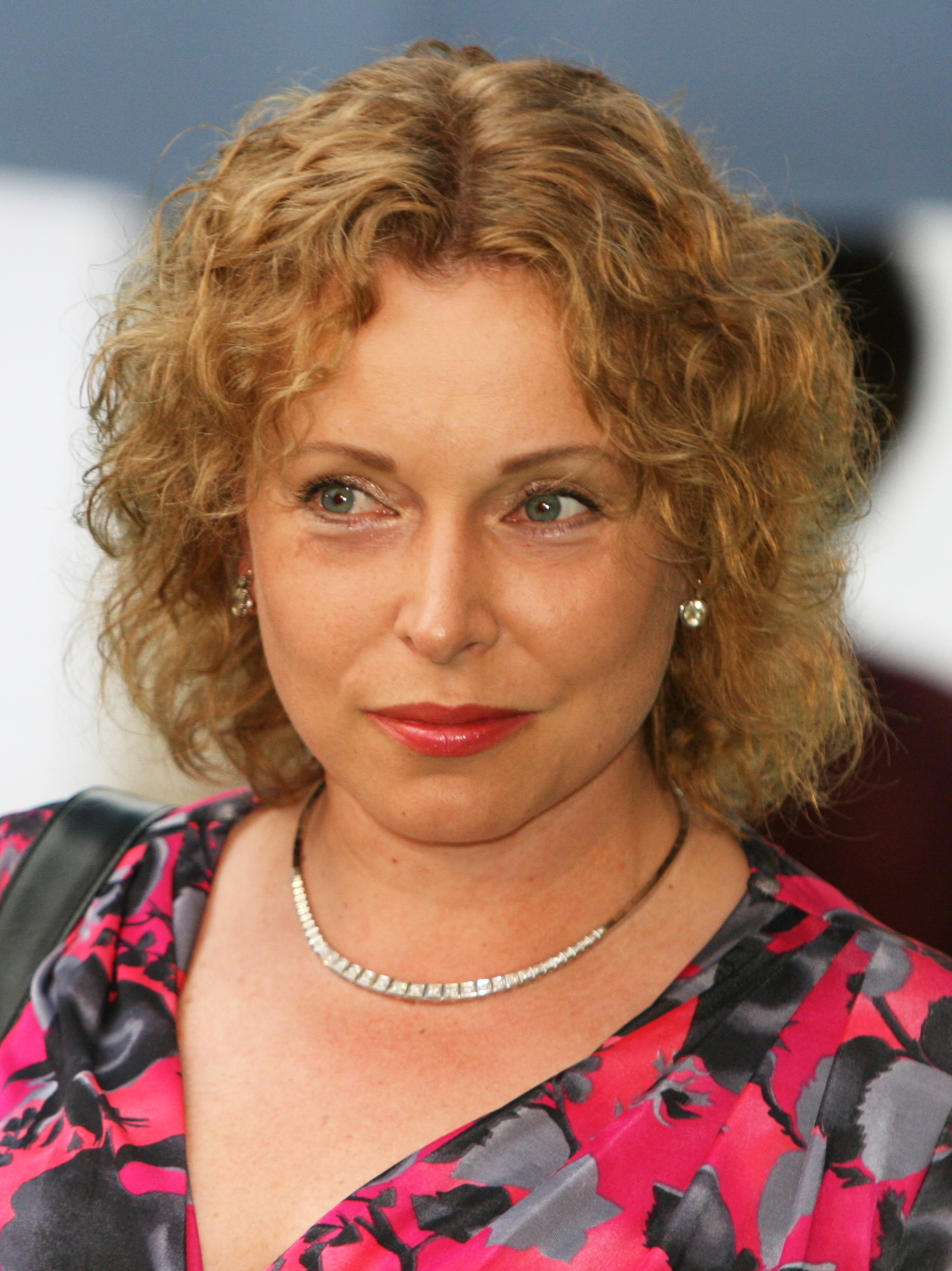
Petra Buzková, která se měla stát obětí diskreditujícího spisu

Aféra Olovo je politický skandál, který vypukl v květnu 2000 během vlády Miloše Zemana. V médiích byly tehdy investigativními novináři zveřejněny informace o hanopisu, který připravoval poradce premiéra Zemana Vratislav Šíma na političku Petru Buzkovou, místopředsedkyni Poslanecké sněmovny a členku České strany sociálně demokratické (ČSSD), jejímž členem byl i předseda vlády.

## Průběh aféry
Reportéři deníku Mladá fronta DNES Sabina Slonková a Jiří Kubík přinesli dne 16. května 2000 informaci, že získali od nejmenovaného spolupracovníka sociálnědemokratického premiéra Miloše Zemana materiál nazvaný „operace Olovo“, který vznikl mezi jeho poradci. Jeho účelem mělo být zdiskreditování další významné představitelky ČSSD, místopředsedkyně Poslanecké sněmovny, Zemanovy oponentky a tehdy populární političky Petry Buzkové (chemická značka olova Pb je shodná s iniciálami Buzkové). Spis mimo jiné obsahoval smyšlené pomluvy o tom, že Buzková týrala svou malou dceru a že před sametovou revolucí se živila prostitucí a spolupracovala s komunistickou Státní bezpečností. Vedení ČSSD, v čele se Zemanem, odmítlo, že má se spisem cokoli společného, stejně se vyjádřil i šéf Zemanových poradců Miroslav Šlouf. Buzková podala trestní oznámení pro pomluvu.
Zlom nastal v srpnu 2000, kdy jiný Zemanův poradce, Zdeněk Šarapatka, na policii vypověděl, že autorem Olova je další poradce Vratislav Šíma. Krátce na to Zeman uvedl hypotézu, že by mohlo jít o spiknutí listu MF DNES proti ČSSD a zveřejnil trestní oznámení, které strana před třemi měsíci podala na neznámého pachatele i oba novináře, kteří údajně měli navádět pachatele, aby vložil inkriminovaný materiál do počítače poradce, odkud ho následně měl zkopírovat a předat jim ho zpět. Zeman tehdy také uvedl, že by autorem pamfletu mohl být naopak právě Šarapatka. Koncem srpna 2000 postavil premiér Šímu a Šarapatku do ukončení vyšetřování mimo službu. V září 2000 potvrdila Policie České republiky Šímovo autorství textu, a obvinila ho z trestného činu pomluvy. Zároveň obvinila i Kubíka a Slonkovou za nadržování pachateli trestného činu, neboť reportéři odmítli prozradit policii svůj zdroj, tedy člověka, který jim dokument předal. Šarapatka pak v říjnu toho roku podal z Úřadu vlády výpověď se zdůvodněním, že „Zeman je lhář“. Po obvinění policií pracoval Vratislav Šíma, podle Šarapatky, z domova pro Úřad vlády i nadále.
Oběma novinářům udělil milost prezident Václav Havel, reportéři ji ale nepřijali a trvali na projednání případu před soudem. Městské státní zastupitelství v Praze v březnu 2001 rozhodlo o zastavení trestního stíhání reportérů s odůvodněním, že se žádného trestného činu nedopustili. Na jaře toho roku dostal obvodní státní zástupce pokyn k ukončení trestního stíhání poradce Šímy, což odmítl a chtěl jej obžalovat. V červnu 2001 však pražské městské státní zastupitelství Šímu obvinění zprostilo s argumentem, že spáchaný čin, za který byl stíhán, není natolik společensky nebezpečný, aby byl trestným.
Petra Buzková zůstala ve vrcholné politice do roku 2006, přičemž v letech 2002–2006 byla v sociálnědemokratických vládách ministryní školství.